# Synagoge (Bourtange)

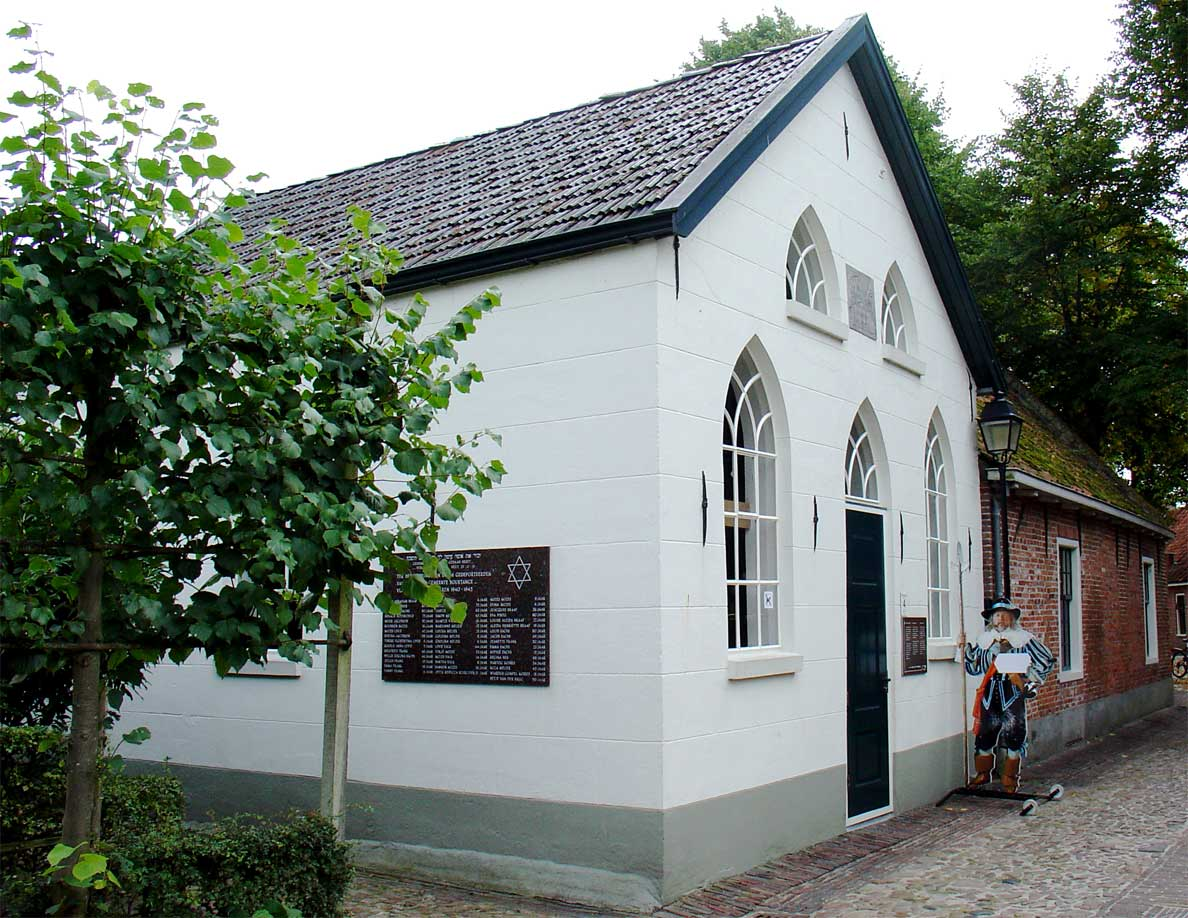
De synagoge van Bourtange

De synagoge van Bourtange in de Oost-Groningse vestingplaats Bourtange is gebouwd in 1842.

## Geschiedenis
De joodse gemeenschap in Bourtange beschikte al voor 1842 over een plaats van samenkomst. Aanvankelijk was dat in de 18e eeuw in de vorm van een huissynagoge. Later kreeg men de beschikking over een zelfstandige synagoge als plaats van samenkomst. Tot 1842 leverde dat regelmatig problemen op vanwege de slechte staat van de gebruikte gebouwen. In 1842 kon de synagoge in de Batterijstraat worden gebouwd. Achter dit gebouw werd de onderwijzerswoning gerealiseerd.
In de Tweede Wereldoorlog is de Joodse bevolking van Bourtange grotendeels naar Polen gedeporteerd en daar vermoord. Vier personen  hebben de oorlog als onderduiker overleefd en een persoon is teruggekomen uit Auschwitz - Birkenau. In 1948 werd de joodse gemeente van Bourtange opgeheven, door haar samen te voegen met die van Stadskanaal. In 1988 werd ook die gemeente opgeheven door samenvoeging met die van de stad Groningen.
Bij de reconstructie van de Vesting Bourtange heeft de Stichting Vesting Bourtange de synagoge in 1969 gekocht en deze laten restaureren en in 1974 in gebruik genomen als voorlichtingscentrum. Vanaf die tijd gingen er steeds meer stemmen op om het gebouw weer als synagoge in te richten. De synagoge en de onderwijzerswoning werden gerestaureerd en ingericht als Joods Synagogaal Museum. De namen van de vermoorde joden uit Bourtange zijn op een plaquette aan de buitenmuur van het museum te vinden.
Een speciaal in 1987 ingestelde inrichtingscommissie zorgde voor de herinrichting van het pand. Op 3 april 1989 werd de vernieuwde synagoge geopend door de cultureel attaché van de Israëlische ambassade in Den Haag. Op 8 augustus 1990 werd de Vereniging van Vrienden der Synagoge Bourtange opgericht. Enkele keren per jaar worden er door deze vereniging nog diensten georganiseerd in de synagoge.
Sinds de opening realiseerde  de vereniging onder meer in 1989 de eerste chanoekaviering met rabbijn Binyomin Jacobs, in 2000 de opening van de mikwe en een tentoonstellingszaaltje door prof. dr. W.J. (Wout) van Bekkum, hoogleraar Semitische Talen en Culturen aan de Rijksuniversiteit Groningen, in 2004 de eerste bar mitswa na 1945 van Morris Cohen Rapoport, achter-achter-achterkleinzoon van Mozes Meijer Cohen die in 1842 de synagoge inwijdde en in 2014 de uitbreiding van de expositiemogelijkheden in het door de gemeente Vlagtwedde aangekochte en aangrenzende voormalige kapiteinslogement.